# كولن فرانسوا لويد أوستين
كولن فرانسوا لويد أوستين (بالإنجليزية: Colin Austin)‏ هو مؤرخ بريطاني، ولد في 26 يوليو 1941 في ملبورن في أستراليا، وتوفي في 13 أغسطس 2010 في كامبريدج في المملكة المتحدة.